# Бекасы
Бека́сы (лат. Gallinago) — род небольших болотных птиц семейства бекасовых, широко распространённых в мире (отсутствуют в Австралии). Объединяет группу очень схожих между собой птиц с очень длинным тонким клювом и покровительственным окрасом оперения. Большинство видов выделяется так называемым «токованием» — характерным демонстративным полётом, выполняемым в сумерках. Биотопы — влажные и заболоченные местности. Питаются в основном мелкими беспозвоночными, которых с помощью длинного клюва находят в сырой почве. В орнитофауне России 6 видов — бекас, японский бекас, азиатский бекас, дупель, лесной дупель, горный дупель. Японский бекас занесён в Красную книгу России как редкий, спорадично распространённый вид.

## Виды
По данным базы Международного союза орнитологов в составе рода выделяют 18 видов:
- Королевский бекас (Gallinago imperialis)
- Gallinago jamesoni
- Кордильерский бекас (Gallinago stricklandii)
- Горный дупель (Gallinago solitaria)
- Гималайский бекас (Gallinago nemoricola)
- Дупель (Gallinago media)
- Лесной дупель (Gallinago megala)
- Азиатский бекас (Gallinago stenura)
- Японский бекас (Gallinago hardwickii)
- Африканский бекас (Gallinago nigripennis)
- Бекас (Gallinago gallinago)
- Американский бекас (Gallinago delicata)[3]
- Большой бекас (Gallinago undulata)
- Длинноклювый бекас (Gallinago nobilis)
- Южноамериканский бекас (Gallinago andina)
- Мадагаскарский бекас (Gallinago macrodactyla)
- Gallinago paraguaiae
- Gallinago magellanica